# Broby Bibliotek
Broby Bibliotek er et folkebibliotek i Faaborg-Midtfyn Kommune. 
Broby Bibliotek er en del af Faaborg-Midtfyn Bibliotekerne og har siden nov. 2019 været på beliggende på Skovvej 2. Biblioteket har haft til huse flere steder i byen, blandt andet i præstegården, i enkesædet til Nr Broby Skole og indtil 1992 i Vandetstrædet 7, hvorefter biblioteket flyttede til Egeballe 4 A. I år 1999 blev bibliotekerne i Allested-Vejle, Vester Hæsinge og Brobyværk nedlagt og biblioteket i Nr. Broby fungerede derefter som bibliotek for hele Broby Kommune. I 2010 blev Broby Bibliotek ændret til Fyns første åbne bibliotek med selvbetjent åbningstid.